# 躍移

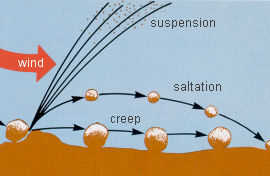
砂的躍移（Saltation）、潛移（Creep）和懸移（Suspension）。

在地質學上，躍移（英語：saltation，來自拉丁語 saltus，跳躍）是特定種類的顆粒物質被風或水等流體跳躍搬運的現象。這種現象發生於岩床表面鬆散的物質被流體移動離開表面，搬運一段距離以後再回到表面的狀況。典型的例子就是鵝卵石被河水搬運、沙漠表面上的風沙、土壤被風吹離地表、甚至是在北極或加拿大草原三省的雪被風吹離地表。

## 躍移過程
在低速流體中，鬆散物質會延著地表向較低處滾動，並且仍然與地表接觸，這種狀況稱為「潛移」或「表層塌滑」。這樣狀態下流體對顆粒施加的力量只能足以滾動顆粒在地表移動。
高速流體對顆粒施加的上升力和力矩足以使顆粒離開地表，並隨著流體運動。最初顆粒的運動速度相對於流體而言相當快速，並且有很高的上升力，因此能夠使顆粒離開表面。之後顆粒進入速度較高的流體，顆粒和流體之間的速度差下降，使上升力下降。當顆粒的重量大於上升力，顆粒就會重新落回表面。在之後粒子仍會在較快運動的流體中保持它上升時的速度，並且會在較高速流體中落回表面時仍有比接近表面的流體更快的速度。
取決於表面的狀況下，更鬆散的物質可能會因為顆粒的撞擊而鬆脫，甚至可能在撞擊中碎裂，或者顆粒可以繼續向低處彈跳。在河流中這個不斷重複的過程會逐漸侵蝕河床，但也會從上游處輸送新物質到下游
懸移通常發生在小顆粒（在空氣中通常是指直徑小於100微米），這狀況下顆粒被施加的上升力通常相等於顆粒重量，這些顆粒會被流體攜帶而懸浮，並經由對流向下游流動。顆粒會持續運動直到流體速度下降，當重量高於上升力，顆粒就會沉澱。

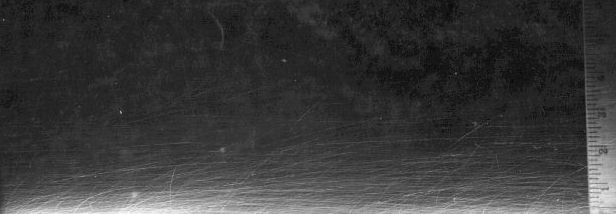
沙丘的砂在風動中躍移（影像版權：Wind Erosion Research Unit, USDA-ARS, Manhattan, Kansas）

最近的研究發現躍移的砂礫會經由磨擦產生靜電場。躍移的砂相對於表面會獲得負電荷，使更多的鬆軟物質脫落並開始躍移。在該研究中發現產生的顆粒數量是先前理論預測的兩倍。這在氣象學中是相當重要的，因為砂礫的躍移造成更多顆粒更小的塵埃鬆動後進入大氣層。塵埃顆粒和煤煙等其他氣溶膠會影響大氣層和地球表面的日照量，並且會成為水蒸氣的冷凝核。

## 雪崩
躍移層也可以在雪崩過程中形成。

## 外部連結
- Dune sand saltation video, Kansas State University
- Close up of dune sand saltation, Kansas State University
- Saltation - Geology - Great Sand Dunes National Park and Preserve （页面存档备份，存于）
- The Bibliography of Aeolian Research